# Mucropetraliella halei
Mucropetraliella halei är en mossdjursart som först beskrevs av Livingstone 1928.  Mucropetraliella halei ingår i släktet Mucropetraliella och familjen Petraliellidae. Inga underarter finns listade i Catalogue of Life.